# Deadly Tracks
Deadly Tracks är ett samlingsalbum av death metal bandet Cannibal Corpse. Albumet släpptes 1997 av skivbolaget Metal Blade Records.

## Låtförteckning
1. "Shredded Humans" – 5:30
2. "Mangled" – 4:29
3. "A Skull Full of Maggots" – 2:07
4. "Gutted" – 3:16
5. "Covered With Sores" – 3:18
6. "Innards Decay" – 4:39
7. "Hammer Smashed Face" – 4:05
8. "Addicted to Vaginal Skin" – 3:33
9. "The Cryptic Stench" – 4:00
10. "Post Mortal Ejaculation" – 3:39
11. "Staring Through the Eyes of the Dead" – 3:31
12. "Stripped, Raped and Strangled" – 3:29
13. "The Bleeding" – 4:22
14. "Force Fed Broken Glass" – 5:05
15. "Zero the Hero" (Black Sabbath-cover) – 6:38
16. "Hammer Smashed Face" (live) – 4:11

Bonusspår på koreanska utgåvan
1. "Special Message from Hell to Korea (from Corpsegrinder)" – 5:29
2. "Corpsegrinder on vocals"
3. "Korean Import"